# Поллок, Уильям
Уильям Генри Поллок (англ. William Henry Krause Pollock; 21 февраля 1859, Челтнем — 5 октября 1896) — английский шахматист.
В 1878 году имел репутацию сильного шахматиста в шахматных кругах Бристоля и Дублина. В 1882 году дублинская газета «The Practical Farmer» впервые опубликовала его партии и композиции.
Изучал медицину в Дублине (1880—1882). В это время был членом Дублинского шахматного клуба.

## Спортивные достижения
| Год  | Город    | Соревнование                                  | +  | −  | = | Результат | Место |
| ---- | -------- | --------------------------------------------- | -- | -- | - | --------- | ----- |
| 1885 | Дублин   | 1-й чемпионат Ирландской шахматной ассоциации | 9  | 1  | 0 | 9 из 10   | 1     |
|      | Херефорд | Международный турнир                          |    |    |   | 3 из 10   | 8—10  |
| 1889 | Нью-Йорк | 6-й американский конгресс                     | 15 | 18 | 5 | 17½ из 38 | 11    |
| 1895 | Гастингс | Международный турнир                          | 6  | 11 | 4 | 8 из 21   | 19    |
|      |          |                                               |    |    |   | из        |       |

## Книги
- Pollock Memories: A Collection of Chess Games, Problems, &c., &c., Including His Matches with Eugene Delmar, Jackson Showalter, and G. H. D. Gossip, Mrs. F.F. Rowland, 1899
- Urcan, Olimpiu G.; Hilbert, John S. (2017). W. H. K. Pollock: A Chess Biography with 532 Games. McFarland. ISBN 978-0786458684.